# Copernicia baileyana
Copernicia baileyana är en enhjärtbladig växtart som beskrevs av Leon. Copernicia baileyana ingår i släktet Copernicia och familjen Arecaceae. IUCN kategoriserar arten globalt som livskraftig. Inga underarter finns listade i Catalogue of Life.

## Bildgalleri

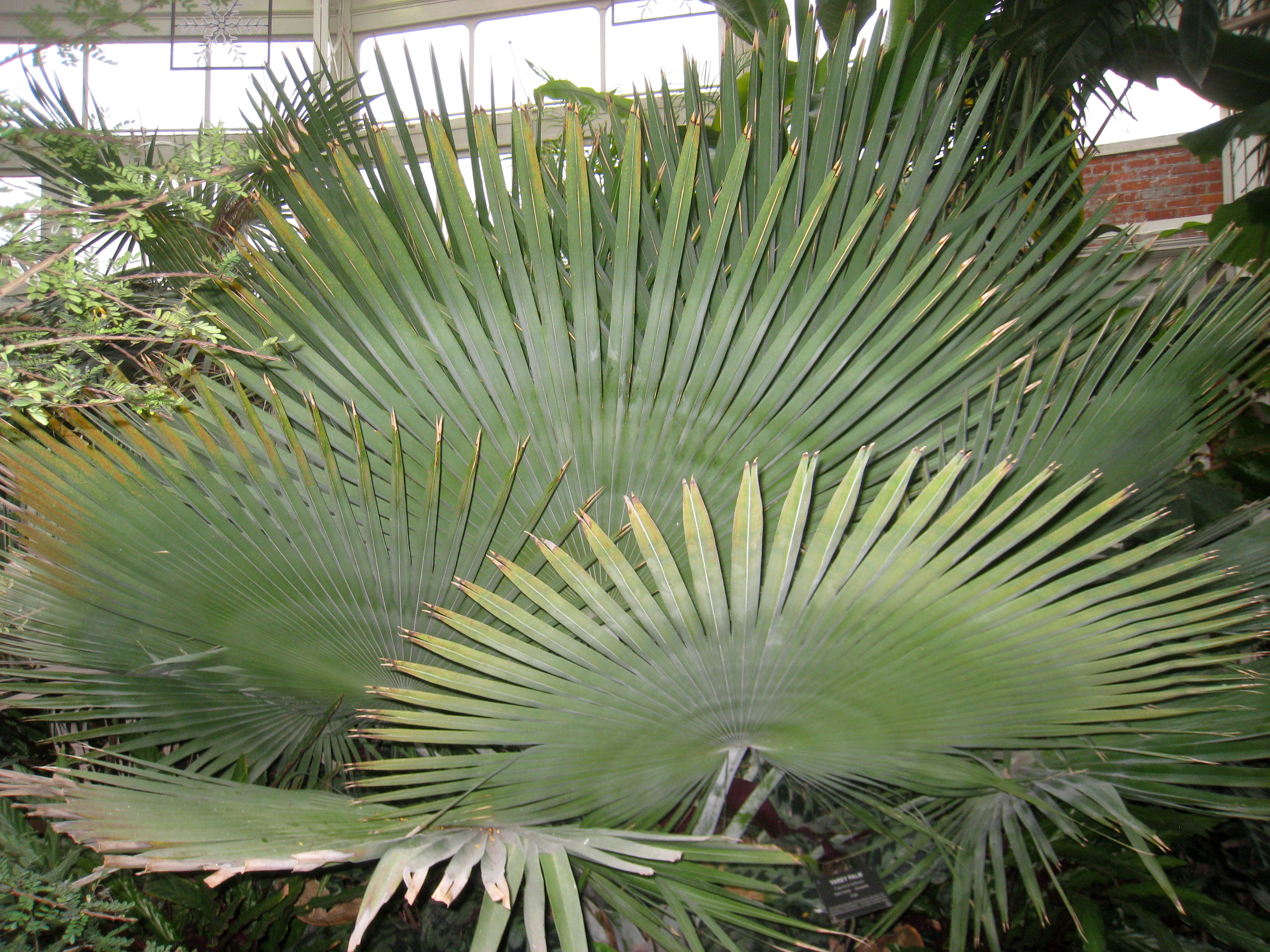